# Монти, Альдо
Альдо Бартоломе Монтефорте (исп. Aldo Bartolomé Monteforte, более известный как Альдо Монти (исп. Aldo Monti); 4 января 1929, Рим, Италия — 19 июня 2016, Мехико, Мексика) — мексиканский актёр, продюсер и режиссёр итальянского происхождения.

## Биография
Родился 4 января 1929 года в Риме. Спустя какое-то время переехал в Мехико и посвятил этому городу всю оставшуюся жизнь. В мексиканском кинематографе дебютировал в 1954 году и принял участие в 43 работах в кино и телесериалах в качестве актёра, продюсера и режиссёра-постановщика. В качестве продюсера работал на двух фильмах, в качестве режиссёра-постановщика поставил шесть фильмов и один мини-сериал и  работал в восьми жанрах, начиная с боевика и кончая фильмом ужасов.
Скончался 19 июня 2016 года в Мехико.

## Личная жизнь
Альдо Монти женился на мексиканской актрисе Тересе Гробоис. Однако личная жизнь не сложилась и супруги развелись.